# На авионима од папира
„На авионима од папира” је југословенски и словеначки филм први пут приказан 31. јула 1967. године. Режирао га је Матјаж Клопчич који је написао и сценарио.

## Улоге
| Глумац           | Улога |
| ---------------- | ----- |
| Полде Бибич      |       |
| Мирко Богатај    |       |
| Стефка Дролц     |       |
| Катја Левстик    |       |
| Снежана Никшић   |       |
| Станислава Пешић |       |
| Нуша Светина     |       |
| Даре Улага       |       |